# Agriani

Triburi antice: tracii, grecii, ilirii, paeonii

Agrianii (în greacă veche Ἀγρίανες, Agrianes, Ἀγρίαι, Agriai), cunoscuți și drept agrianieni, au fost un trib trac localizat în regiunile muntoase ale Bulgariei și ale Macedoniei de Nord, între muntele Rodopi și râul Struma (Strymon în antichitate). Strabon localizează masivul Vitoșa pe teritoriul agrianilor. Tribul este amintit înca din sec. V î.Hr. de istoricul grec Tucidide, apoi în secolul următor de Polibiu și de Ptolemeu. 
Sub conducerea lui Filip al II-lea, agrianii au fost administrați de un anume Pella. Erau viteji în războaie și buni arcași și aruncători de sulițe. Agrianii au reprezentat o importantă unitate de infanterie în armata lui Alexandru cel Mare, luptând sub conducerea unui anume general Attalus. 